# دي براون (لاعب كرة سلة مواليد 1984)
دي براون (بالإنجليزية: Dee Brown)‏ مواليد 17 أغسطس 1984 في جاكسون، هو لاعب كرة سلة أمريكي سابق. بدأ مسيرته الاحترافية في سنة 2006. تم اختياره من قبل فريق يوتا جاز خلال الدرافت. لعب في الرابطة الصينية لكرة السلة. يبلغ طوله 6 قدم 1 بوصة (1.9 م). اعتزل اللعب في 2015.

## المسيرة الاحترافية
لعب مع يوتا جاز في موسم 2006–2007، ثم لعب مع غلطة سراي لكرة السلة في الدوري التركي في موسم 2007–2008، ثم لعب مع واشنطن ويزاردز في سنة 2008، ثم لعب مع فينيكس صنز في موسم 2008–2009، ثم لعب مع مكابي تل أبيب لكرة السلة في سنة 2009، ثم لعب مع إس إس فليتشي سكاندون في الدوري الإيطالي في موسم 2009–2010، ثم لعب مع تيرامو باسكت في موسم 2011–2012، ثم لعب مع تورك تيليكوم في الدوري التركي في موسم 2012–2013.

## روابط خارجية
- دي براون على موقع الاتحاد الدولي لكرة السلة (الإنجليزية)
- دي براون على موقع إن بي أي (الإنجليزية)
- دي براون على موقع سبورتس رفرنس (الإنجليزية)
- دي براون على موقع كرة السلة الأوروبية.كوم (الإنجليزية)
- دي براون على موقع كلية كرة السلة في سبورتس رفرنس.كوم (الإنجليزية)
- دي براون على موقع ريلجم (الإنجليزية)
- دي براون على موقع بروبوليرز (الإنجليزية)
- دي براون على موقع سبورتس رفرنس (الإنجليزية)